# Passo de Donkia
O passo de Donkia ou Dongkha la (alt. 18000 pés) é um alto passo de montanha no Himalaia e liga Sikkim na Índia ao Tibete na China.
O passo de montanha oferece uma vista formidável do planalto Tibetano. Fica no Sikkim Setentrional. O lago Tso Lhamo fica perto dele, e tem 6,5 km de comprimento por 2,5 km de largura. O rio Tista nasce supostamente no lago Tso Lhamo. O lago Gurudongmar, a 5 km a oeste-noroeste também fornece água ao Tista.
A primeira referência na literatura ocidental a este passo de montanha foi feita por Joseph Dalton Hooker, que o cruzou em 7 de setembro de 1849.